# Ichneumon tenebricosus
Ichneumon tenebricosus là một loài tò vò trong họ Ichneumonidae.